# اروگوئه‌سوسمار
اروگوئه‌سوسمار (نام علمی: Uruguaysuchus) نام یک سرده از رده خزندگان است.